# Куллар (Дагестан)
Кулла́р (лезг. ЛукӀар) — село в Дербентском районе Республики Дагестан.
Образует муниципальное образование «село Куллар» со статусом сельского поселения, как единственный населённый пункт в его составе.

## География
Селение расположено на левом берегу реки Гюльгерычай, в 27 км к югу от города Дербент, на границе с Магарамкентским районом.

## История
В 1953 году в село были переселены жители сёл Кимихюр и Титель Курахского района. Центр одноимённого сельсовета в 1921-1927 годах, и с 1989 года.

## Население
| 1886  | 1895  | 1926  | 1939  | 1989  | 2002  | 2010  |
| ----- | ----- | ----- | ----- | ----- | ----- | ----- |
| 107   | ↗122  | ↗167  | ↗284  | ↗1493 | ↗1921 | ↗2313 |
| 2012  | 2013  | 2014  | 2015  | 2016  | 2017  | 2018  |
| ↘2298 | ↘2278 | ↘2248 | ↗2249 | ↘2219 | ↗2220 | ↘2177 |
| 2019  | 2020  | 2021  | 2023  | 2024  | 2025  |       |
| ↘2160 | ↘2149 | ↗2321 | ↘2311 | ↗2327 | ↘2326 |       |

Национальный состав
По материалам всесоюзной переписи населения 1926 года по Дагестанской АССР, в селе Куллар Кулларского сельсовета Дербентского округа проживало: тюрков (азербайджанцев) — 122 человека (28 хозяйств), лезгин — 39 (10 хозяйств) и кумыков — 6 человек (1 хозяйство).
Национальный состав
По результатам Всероссийской переписи населения 2021 года:
| Народ         | Численность, чел. | Доля от всего населения, % |
| ------------- | ----------------- | -------------------------- |
| лезгины       | 1878              | 80,91 %                    |
| табасараны    | 229               | 9,87 %                     |
| азербайджанцы | 185               | 7,97 %                     |
| другие        | 29                | 1,25 %                     |
| всего         | 2321              | 100 %                      |

## Хозяйство
- Асфальтобетонный завод.

## Достопримечательности
- Поселение Дербент-Кала (близ села).
- Развалины крепости (XIX век).
- Курганы (большая группа курганов — близ села).